# أخطبوط أزرق الحلقات هلالي
أخطبوط أزرق الحلقات هلالي (الاسم العلمي:Hapalochlaena lunulata) (بالإنجليزية: Greater blue-ringed octopus)‏ هو نوع من الرخويات يتبع جنس الأخطبوط الأزرق الحلقات من فصيلة الأخطبوطات.